# Pelargonium pillansii
Pelargonium pillansii är en näveväxtart som beskrevs av Salter. Pelargonium pillansii ingår i släktet pelargoner, och familjen näveväxter. Inga underarter finns listade i Catalogue of Life.